# مورالي شارما
مورالي شارما هو ممثل هندي، ولد في 30 نوفمبر 1963 في الهند. من الجوائز التي نالها جوائز ناندي ‏.

## أعمال

### أفلام
- (2015) دلوالي[3]

## جوائز
- جوائز ناندي [الإنجليزية]‏

## وصلات خارجية
- مورالي شارما على موقع IMDb (الإنجليزية)
- مورالي شارما على موقع قاعدة بيانات الفيلم (الإنجليزية)